# Екатерингоф (деревня)
Екатеринго́ф — деревня в Великолукском районе Псковской области России. Входит в состав сельского поселения «Пореченская волость».
Расположена на юге района на противоположном от волостного центра северном берегу Пореченского озера, в 31 км к югу от райцентра Великие Луки.

## Население
Численность населения деревни составляет на 2000 год — 41 житель, на 2010 год — 34 жителя.